# Heterodontosaurus
Heterodontosaurus ("gušter s različitim zubima") bio je rod malenih dinosaura biljojeda s izraženim očnjacima. Živio je tijekom rane jure u današnjoj Južnoj Africi. Građom je (osim očnjaka) bio vrlo sličan hypsilophodonima.
Poznat je iz primjeraka u SAFM-u (South African Museum). Postoje dvije morfologije ove vrste, a za ovu drugu neki znanstvenici smatraju da predstavlja drugu vrstu. Tipična vrsta, H. tucki, potječe iz gornje formacije Elliot, iz slojeva starosti između 199 i 196 milijuna godina.

## Opis
Heterodontosaurus je bio malen i brz pripadnik reda Ornithischia koji je dosezao duljinu od najviše jednog metra. Bio je visok oko 50 cm, a procjenjuje se da je težio oko 19 kg. Heterodontosaurus se pretežno kretao na stražnjim nogama, ali ponekad vjerojatno i na sve četiri, npr. dok bi se hranio niskim raslinjem. Imao je dugu i usku zdjelicu i preponsku kost koja je sličila onima kod naprednijih pripadnika spomenutog reda.
Njegova neobičnija osobina bili su gornji udovi s pet prstiju, od kojih su se dva mogla okrenuti nasuprot drugima. Ta konfiguracija omogućavala je Heterodontosaurusu da drži hranu u rukama. Kost stopala i članka bile su spojene slično kao i kod ptica.

### Zubi
Lubanja Heterodontosaurusa bila je veličine zečje. Sadržavala je još jednu interesantnu osobinu - njegove specijalizirane zube, po kojima je i dobio naziv. Većina dinosaura (i gmazova uopće) imala je samo jedan tip zuba u čeljustima, dok je Heterodontosaurus imao tri. U prednjem dijelu čeljusti, osim kljuna, postojali su i maleni zubi koji su vjerojatno služili za kidanje lišća i stabljika.
Osim tih zuba, u čeljustima je postojao i par velikih očnjaka, čija namjena nije poznata. Očnjaci u donjoj čeljusti bili su veći od onih u gornjoj. Kod nekih primjeraka ti očnjaci nisu pronađeni, što ukazuje na to da je u ovom rodu postojao spolni dimorfizam. Spekulira se da su služili u borbama mužjaka oko ženki ili teritorija. Zadnji tip zuba bio je visok i kubičnog oblika, prilagođen žvakanju. Imao je obraze koji su mu omogućavali da hrana ostane u ustima tijekom obrade. Žvakanje je inače vrlo često kod dinosaura, ali rijetko kod ostalih gmazova.
Taj bizarni skup zuba doveo je do rasprave o heterodontosaurovoj prehrani. Neki znanstvenici smatraju da su oni bili svejedi koji su se služili zubima u lovu na malene životinje, ali i za žvakanje biljaka.